# Wojciech Gostkowski
Wojciech Gostkowski (I poł. XVII w.) – ekonomista polski, zwolennik merkantylizmu.
W 1612 był pisarzem skarbu koronnego. W pracy Sposób, jakim góry złote, srebrne w przezacnym Królestwie Polskim zepsowane naprawić... (1622) postulował zakaz wyjazdów polskich kupców za granicę, by nie wywozili, ani wwozili towarów. W zamian mieli przybywać kupcy z zagranicy, którzy tutaj zostawialiby pieniądze. Opowiadał się za „redukcją pieniądza” krajowego, by uzdrowić system monetarny. Temu miało służyć obniżenie kursu dukata i talara (waluty obce). W pracy Detectio accesy skarbu Króla J. Mości y Rzeczypospolitej proponował wprowadzenie cła generalnego (identycznego dla szlachty i dla kupców) oraz likwidacji ceł regionalnych. Jako najważniejsze źródło dochodów państwa traktował cła i podatki, stąd był zwolennikiem obłożenia nimi szlachty i duchowieństwa. Wskazywał, jak zapobiegać nadużyciom podatkowym, stąd druga rozprawa była nabywana i niszczona przez kupców. Był zwolennikiem silnej władzy państwowej służącej reformom gospodarczym.